# 방울대감
"방울대감"은 1968년 공개된 대한민국의 영화이다.

## 배역
- 신영균
- 윤정희
- 남정임
- 박노식
- 허장강
- 최남현
- 김동원
- 변기종
- 조항
- 김신재
- 박상익
- 전계현
- 양일민
- 문미봉
- 최흥숙
- 지계순
- 김신명
- 김옥주
- 임생출